# Brug 550
Brug 550 in een bouwkundig kunstwerk in het Amsterdamse Bos. Het Amsterdamse Bos maakt deel uit van de gemeente Amstelveen, maar wordt beheerd door de gemeente Amsterdam.
Bij de aanleg van het Amsterdamse Bos werd aan architect Piet Kramer van de Dienst der Publieke Werken gevraagd bruggen te ontwerpen. Hij kwam rond 1938 met bruggen in de categorieën houten en stenen bruggen. Binnen die categorieën varieerde hij vanuit een basis ontwerp. Deze brug van circa 15 meter lengte valt in de eerste categorie, maar ze is pas in 1956 gebouwd. 
In 1999 werden alle bruggen in het Amsterdamse Bos door MTD Landschapsarchitecten in opdracht van de gemeente onderzocht op hun cultureel belang. Geconstateerd werd dat de brug een identiteitsdrager was binnen de bosbruggen en men zag in brug 550 een van de aantrekkelijkste houten bruggen van Kramer. Het bruggetje ligt over een waterscheiding tussen een bosdeel enerzijds (dichte bosbebouwing) en het kleine kinderbad en de grote speelweide anderzijds (open veld). Alhoewel in het onderzoeksrapport melding gemaakt wordt van een verscholen ligging, was er tevens sprake van een wit-groene markering in het landschap. De eenvoudige uitvoering heeft een eenheid tussen dek en leuningen en voor Kramer karakteristieke houtverbindingen.      
De gemeente Amstelveen deed ook onderzoek om te kijken of de brug, net als meerdere bruggen in het bos, beschermd moest worden door de status gemeentelijk monument. Ze vond een totaal houten voetbrug die enigszins hellend ligt op houten brugpijlers met dito jukken. Deze hellende constructie was in de Amstelveende ogen eigenlijk niet noodzakelijk, want een kenmerk van deze brug is dat zij al relatief ver op de oevers begint. De borstwering gaat als het ware direct over in de brugleuningen/balustraden. De twee leuningrijen verschillen van elkaar; de onderste is afgerond, de bovenste afgeschuind. In de borstweringen vinden de beide brugleuningen elkaar; de bovenste loopt af naar de onderste en vinden samen hun begin/eind in een hoekbaluster. Opvallend is dat de onderste leuning gedragen wordt door meer balusters dan de bovenleuning. Ook vonden zij bij de brug twee ezelsruggen van baksteen, waarvan toen de bedoeling niet achterhaald kon worden. 

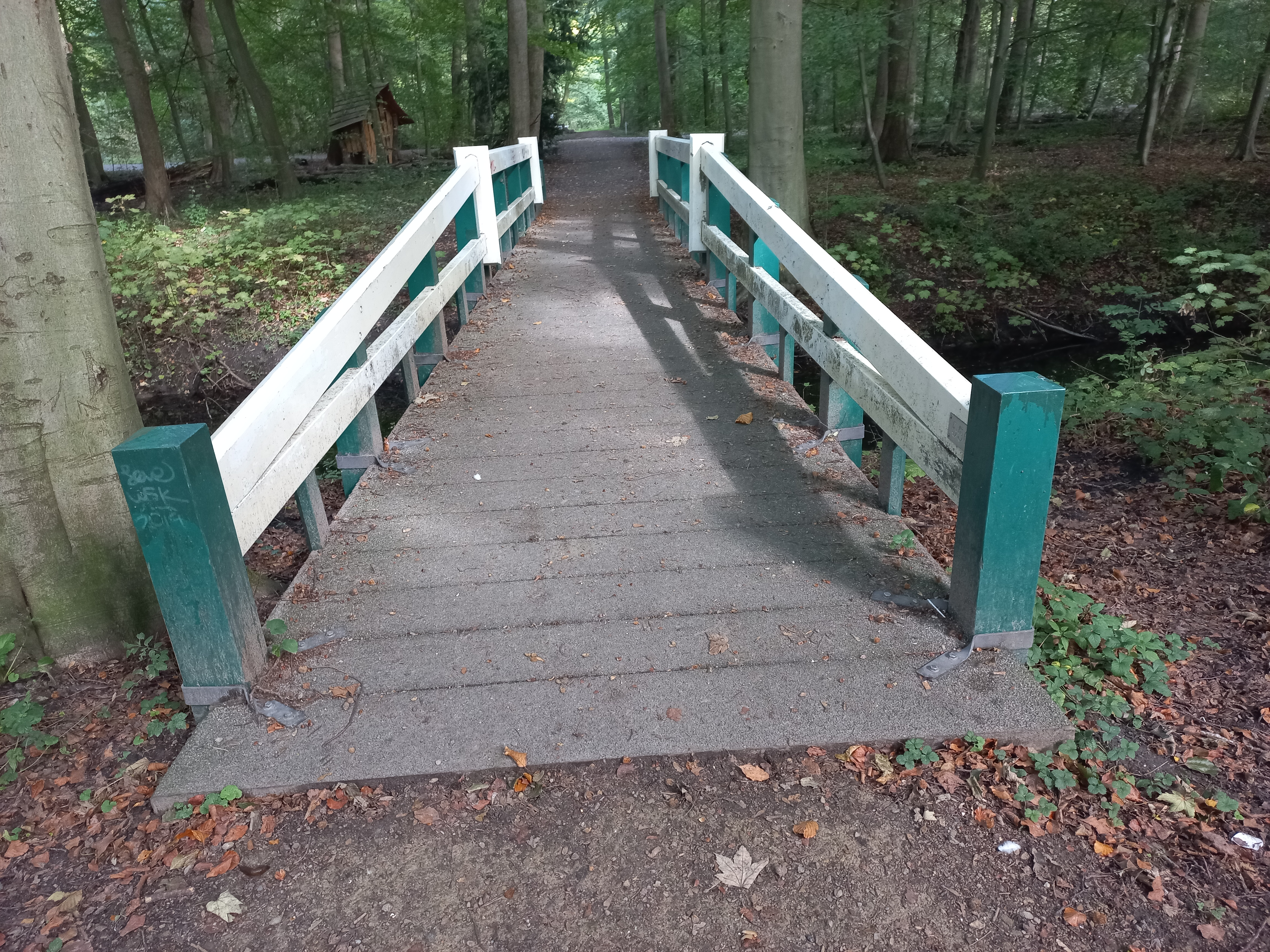
Brug 550 (september 2023)

<<< · 500 · 501 ·  503 · 504 · 505 · 506 · 507 · 508 · 509 · 510 · 511 · 512 · 513 · 514 · 515 · 516 · 517 · 518 · 519 · 520 · 521 · 522 · 523 · 525 · 526 · 527 · 528 · 530 · 531 · 532 · 533 · 534 · 535 · 536 · 537 · 538 · 539 · 540 · 541 · 542 · 543 · 544 · 545 · 546 · 547 · 548 · 549 · 550 · 551 · 552 · 553 · 554 · 555 · 556 · 557 · 558 · 559 · 560 · 561 · 562 · 563 · 564 · 565 · 566 · 567 · 569 · 571 · 572 · 573 · 575 · 577 · 578 · 580 · 581 · 582 · 583 · 584 · 586 · 587 · 589 · 590 · 591 · 592 · 593 · 594 · >>>
Brugnummers 502, 524, 529, 568, 570, 574, 576, 579, 585, 588, 595, 596, 597, 598, 599 zijn niet (meer) vergeven.